# Surplat
 (mai 2022).
Sa qualité peut être largement améliorée en utilisant un vocabulaire plus directement compréhensible.
En construction mécanique, le surplat désigne la dimension sur plats d'un élément (à coter).
Sur un dessin technique, la valeur de cette dimension est précédée par un symbole ou du texte :
- un carré, dans le cas du surplat d'un carré
- le mot « surplat », dans la plupart des cas (carré, six pans, deux méplats, etc.)

Parfois il peut être écrit tout un texte, comme « 6 pans sur plats : 17 ».